# Красная саранча
Кра́сная саранча́ (лат. Nomadacris septemfasciata) — вид африканской саранчи из подсемейства Cyrtacanthacridinae семейства настоящих саранчовых. Таксон описал Жан Гийом Одине-Сервиль в 1839 году как Acridium septemfasciatum. Борис Петрович Уваров в 1923 году перенёс его в род Nomadacris Uvarov, 1923. Наносит значительные опустошения на юге Африки. Один из наиболее опасных вредителей.
Вид Nomadacris septemfasciata широко распространён в Чёрной Африке (тропической Африке южнее Сахары). Красная саранча размножается в очагах, расположенных в Центральной Африке, но хорошо известна в Южной Африке, куда она периодически совершает налёты и тоже размножается. Интенсивно размножается в степях с мозаичным ландшафтом, где участки низко- и высокорослых злаков мозаично располагаются между кустарником и лишёнными растительности участками, по возможности вблизи реки или озера, затопляющих в дождливых период окрестности.
Перелётная (подвид Locusta migratoria migratorioides Reiche, L. J. & Fairmaire, 1849) и красная саранчи являются важнейшими стадными видами в Африке. При массовом размножении живут скрыто, группируясь в кулиги (скопления личинок) или стаи (скопления взрослых). Как и всем саранчовым красной саранче свойственна миграция, выражающаяся в виде перелётов. Относятся к геофилам и всё время совершают днем горизонтальные миграции, перелетая с одного места на другое. Как и другие саранчовые мигрируют с участков, где кормятся, в места, удобные для откладки яиц. Развиты миграционные инстинкты, активные переходы и перелеты осуществляются кулигами и стаями на большие расстояния. Как личинки, так и взрослые саранчовые ночуют обычно на верхних частях растений, где они пребывают в ночное время в состоянии холодового оцепенения. После восхода солнца по мере прогрева воздуха личинки становятся активными.
В 1772 году был осуществлён первый успешный опыт интродукции биологического вида для уничтожения вредителя. На остров Маврикий в Индийском океане была завезена обыкновенная майна (Acridotheres tristis) из Индии для борьбы с красной саранчой — одним из опаснейших вредителей сахарного тростника. Эта работа на целое столетие опередила своё время, когда интродукция и акклиматизация полезных форм организмов была поставлена на серьёзную научную основу.